# Echthronomas ochreofrons
Echthronomas ochreofrons là một loài tò vò trong họ Ichneumonidae.